# Platycypha crocea
Platycypha crocea – gatunek ważki z rodziny Chlorocyphidae. Prawdopodobnie jest to endemit Angoli; występuje nad rzekami Kunene, Kongo oraz w dorzeczach rzek na wybrzeżu; jedno wątpliwe stwierdzenie pochodzi z Dundo w północno-wschodniej części kraju.